# 華南銀行總行世貿大樓
華南銀行總行世貿大樓，簡稱華銀總行大樓（英語：Hua Nan Commercial Bank Corporate Plaza），為位於臺北市信義計畫區的摩天大樓，為華南銀行第二代總行，利晉工程興建，大元聯合建築師事務所設計，樓高154.5米，共地上27層、地下2層。2014年12月27日，華南金控總部與華南銀行總行由臺北市中正區重慶南路一段38號遷入此。